# زنجير بلاغ (غويجة بل)
زنجیر بلاغ (بالفارسية: زنجیربلاغ) هي منطقة سكنية تقع في إيران في قسم غويجة بل الریفي. يقدر عدد سكانها بـ 186 نسمة .